# فضاء كامل
في الرياضيات وبالتحديد في التحليل الرياضي، فضاء كامل أو فضاء متري كامل (بالإنجليزية: Complete metric space)‏ هو كل فضاء متري كل متتاليةٍ لكوشي فيه متقاربة (منتهية) نحو نهاية تنتمي هي الأخرى إلى هذا الفضاء.

## تعريف
متتالية كوشي
يُقال عن متتالية x1, x2, x3, … في فضاء متري (X, d) أنها لكوشي إذا توفر فيها ما يلي: مهما يكن r عددا حقيقيا موجبا قطعا (أي أن r > 0)، فإنه هناك عدد طبيعي N حيث كلما كان عددان طبيعييان أكبر من هذا العدد، m, n > N فإنه يتوفر ما يلي:
d(xm, xn) < r.
فضاء كامل
يقال عن فضاء متري (X, d) أنه كامل إذا توفرت أحدي هذه الشروط المتكافئة الواحدة منهن مع الأخريات:
1. لكل متتالية لكوشي مكونة من نقط تنتمي إلى مجموعة X، نهاية تنتمي هي الأخرى إلى نفس المجموعة X.
2. كل متتالية لكوشي معرفة في X مجموعة تتقارب في X (أي أنها تتقارب من نقطة ما من X).

## أمثلة
فضاء الأعداد الجذرية Q، مزودا بالقياس المتري الاعتيادي المتمثل في القيمة المطللقة عندما تُحسب على الفرق بين عددين جذريين، ليس بفضاء كامل. من أجل بيان ذلك، لتكن المتتالية المعرفة كما يلي
x1 = 1 و {\displaystyle x_{n+1}={\frac {x_{n}}{2}}+{\frac {1}{x_{n}}}.}.
هذه المتتالية هي متتالية لكوشي ولكنها لا تؤول إلى إلى أي عدد جذري. إذا كان لهذه المتتالية نهاية x فإن {\displaystyle x={\frac {x}{2}}+{\frac {1}{x}}} أي أن {\displaystyle x^{2}=2}.